# Université islamique Azad de Mahshahr
 (décembre 2016).
L'université islamique Azad de Mahshahr est l'une des plus grandes universités d'ingénierie du Sud de l'Iran. 
Cette université a été fondée en 1989. Lors de sa fondation, il y avait 120 étudiants et 10 professeurs. Actuellement[Quand ?], il y a 143 professeurs à plein temps, 200 professeurs à temps partiel et 6 821 étudiants.
Cette université a trois facultés : génie chimique, génie électrique et informatique et la faculté de polymère (2016).

## Branches, orientation et degré
| Branches, orientation et degré                     |
| -------------------------------------------------- |
| Génie chimie (licence, maîtrise et doctorat)       |
| Génie électrique (licence, maîtrise et doctorat)   |
| Chimie (licence, maîtrise et doctorat)             |
| Génie informatique (licence et maîtrise)           |
| Génie d'architecture (licence et maîtrise)         |
| Génie d'industrie (licence et maîtrise)            |
| Génie de polymère (licence et maîtrise)            |
| Génie du pétrole (licence et maîtrise)             |
| Génie des systèmes d'énergie (licence et maîtrise) |
| Géographie (licence et maîtrise)                   |